# 檜葉金髮蘚
檜葉金髮蘚（学名：Polytrichum juniperinum）为土馬騣科金髮蘚屬下的一个种。